# Patrick Mullen
Patrick Joseph Mullen (* 6. Mai 1986 in Boston, Massachusetts) ist ein ehemaliger US-amerikanischer Eishockeyspieler, der im Verlauf seiner aktiven Karriere zwischen 2004 und 2020 unter anderem über 400 Spiele in der American Hockey League (AHL) auf der Position des Verteidigers bestritten hat. Darüber hinaus war Mullen in zahlreichen europäischen Ligen aktiv.

## Karriere
Patrick Mullen spielte in seinen Jugendjahren bei den Sioux Falls Stampede aus der United States Hockey League (USHL), bevor er im Jahr 2005 für vier Jahre an der University of Denver spielte, während er parallel fort studierte.
Zur Saison 2009/10 spielte Mullen sein erstes Profijahr bei den Manchester Monarchs in der American Hockey League (AHL). Für ein Spiel wechselte er zu den Ontario Reign in die ECHL. Nachdem er zurück zu den Monarchs gegangen war, wechselte er im Sommer 2012 zu den Chicago Wolves. In dieser Saison absolvierte der Verteidiger allerdings nur zwei Spiele. Nach einem weiteren Wechsel zu den Utica Comets im Jahr 2013, spielte er ab der Endphase der Saison 2013/14 zwei Spielzeiten bei den Binghamton Senators, bei denen er zum Assistenzkapitän ernannt wurde. Das Ende der Saison 2015/16 absolvierte er bei den Milwaukee Admirals.
Im Sommer 2016 wechselte Mullen das erste Mal nach Europa zu Dinamo Riga in die Kontinentale Hockey-Liga (KHL). Im Dezember 2016 wurde Mullen bei Dinamo Riga entlassen. Zwei Monate später wechselte der US-Amerikaner zurück in die AHL zu den Rochester Americans. Im Jahr 2017 ging es für Mullen erneut nach Europa zum Linköping HC in die Svenska Hockeyligan (SHL). Für den Endspurt der Saison 2017/18 liehen die Adler Mannheim den Verteidiger für den Rest der Saison aus. Nachdem der Vertrag bei seinem schwedischen Verein nicht verlängert worden war, wechselte Mullen im November 2018 zu den Vienna Capitals in die österreichische Erste Bank Eishockey Liga (EBEL). Anschließend verbrachte er eine Spielzeit beim nordirischen Hauptstadtklub Belfast Giants in der britischen Elite Ice Hockey League (EIHL), ehe der 34-Jährige seine aktive Karriere im Sommer 2020 beendete.

## Erfolge und Auszeichnungen
- 2008 Broadmoor-Trophy-Gewinn mit der University of Denver
- 2009 WCHA All-Academic Team

## Karrierestatistik
(Legende zur Spielerstatistik: Sp oder GP = absolvierte Spiele; T oder G = erzielte Tore; V oder A = erzielte Assists; Pkt oder Pts = erzielte Scorerpunkte; SM oder PIM = erhaltene Strafminuten; +/− = Plus/Minus-Bilanz; PP = erzielte Überzahltore; SH = erzielte Unterzahltore; GW = erzielte Siegtore; 1 Play-downs/Relegation; Kursiv: Statistik nicht vollständig)

## Familie
Sein Vater Joe Mullen bestritt über 1000 Spiele in der National Hockey League, gewann dreimal den Stanley Cup und ist Mitglied der Hockey Hall of Fame. Sein Onkel Brian Mullen war auch langjähriger NHL-Spieler, während sein Bruder Michael Mullen und sein Onkel Tom Mullen ebenfalls den Sprung in den Profibereich schafften.